# História genética dos asiáticos orientais
Este artigo explica a composição genética e a história populacional das populações nativas da Ásia Oriental e sua conexão com populações geneticamente relacionadas, como povos do Sudeste Asiático, siberianos, polinésios e povos ameríndios.

## Visão geral

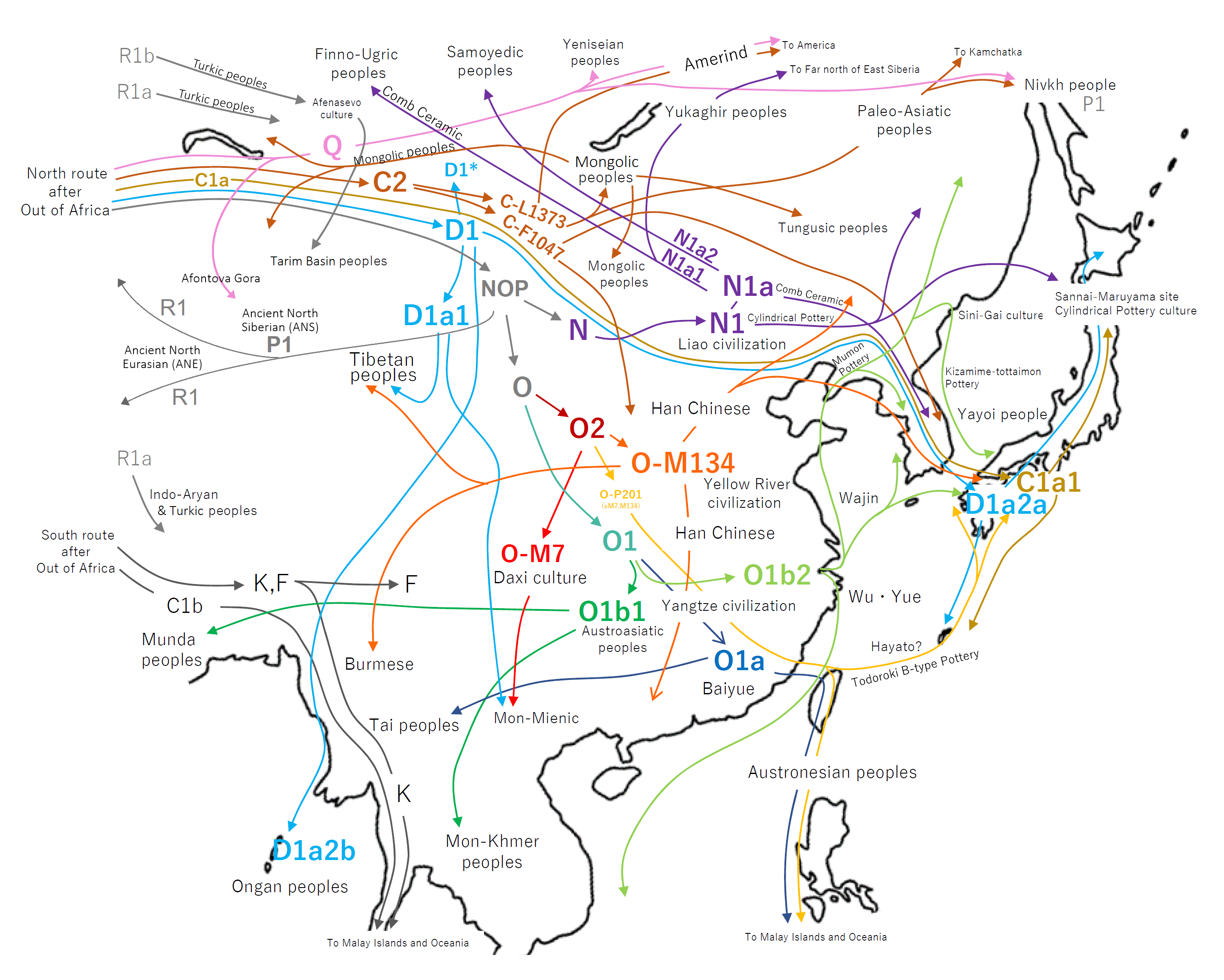
Rotas de migração propostas de haplogrupos do cromossomo Y da Eurásia Oriental (C, D, N, O e Q), durante o povoamento da Ásia Oriental.

Segundo diversos estudos, os ancestrais dos asiáticos orientais chegaram ao Leste Asiático a partir da Indochina entre 50 e 70 mil anos atrás.
O surgimento e dispersão da pele clara na Ásia Oriental aconteceu logo após a divisão genética entre os asiáticos orientais e os povos do Oriente Médio e Europa, o que ocorreu há pouco mais de 40 mil anos.
Entre 35 e 30 mil anos atrás, surgiu a variante 370A do gene EDAR, na região central da China, que é responsável por características como maior quantidade de glândulas sudoríparas, menos tecido mamário e cabelos mais grossos e está presente hoje na maioria dos habitantes da Ásia Oriental e Sudeste Asiático e também na maioria dos povos ameríndios. Essa variante genética parece ter se disseminado por causa da seleção sexual.

Um artigo de revisão de Melinda A. Yang (em 2022) resumiu e concluiu que uma população basal do leste asiático distinta, referida como "linhagem do leste e sudeste asiático" (ESEA em inglês), ancestral das populações da Ásia Oriental, Sudeste Asiático, polinésios e indígenas da Sibéria, surgiu na Península da Indochina por volta de 50 mil antes de Cristo e expandiu-se por meio de múltiplas ondas de migração para o sul e para o norte. Esta linhagem ESEA também é ancestral dos Hoabinhianos da Indochina e da linhagem do Homem de Tianyuan encontrado no norte da China e datado em 40 mil anos, mas distinta das linhagens relacionadas à Europa e à Australásia. Existem atualmente oito sub-ancestralidades estreitamente relacionadas detectadas na linhagem ESEA:

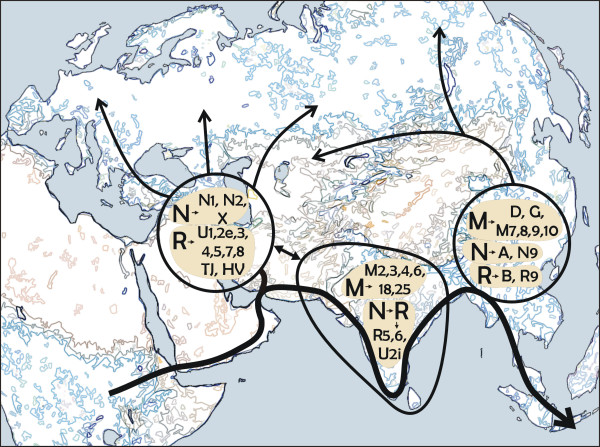
Rotas de migração propostas de haplogrupos de DNA mitocondrial durante o povoamento da Eurásia.

- Ascendência Amur (Antigos Asiáticos Orientais do Norte) – Associada a populações na região do rio Amur, Mongólia e Sibéria, bem como partes da Ásia Central;
- Ascendência Fujian (Antigos Asiáticos Orientais do Sul) - Associada a amostras antigas na região de Fujian (sul da China) e povos austronésios modernos, como filipinos e indonésios;
- Ascendência de Guangxi - Associado a um indivíduo de 10,5 mil anos de Longlin, Guangxi;
- Ascendência Jōmon - Ascendência associada a indivíduos de três mil a oito mil anos atrás no arquipélago japonês;
- Ascendência Hoabinhiana - Ascendência na linhagem ESEA associada a caçadores-coletores de mais de quatro mil anos de idade na Indochina;
- Ascendência Tianyuan - Ascendência na linhagem ESEA associada ao Homem de Tianyuan;
- Ascendência tibetana antiga - Associada a indivíduos de três mil anos na região do Planalto do Tibete;

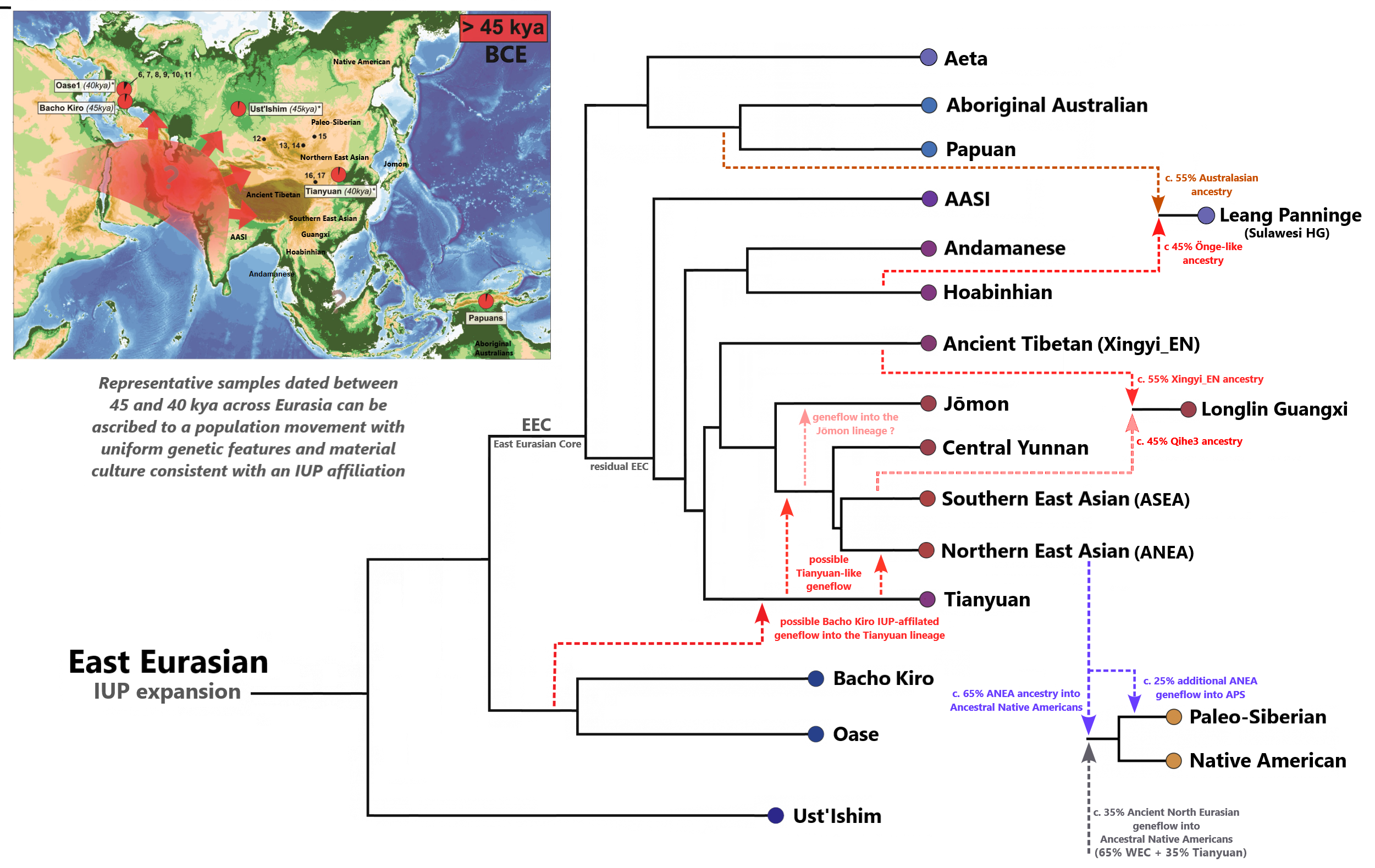
Árvore filogenética dos eurasiáticos orientais.

- Árvore filogenética dos eurasiáticos orientais.Ascendência do Rio Amarelo – Associada a populações na região do Rio Amarelo e comum entre falantes de línguas sino-tibetanas.

Os habitantes modernos do Nordeste da Ásia consistem sobretudo na ancestralidade Amur, que se expandiu maciçamente com o cultivo de painço. Os modernos habitantes do Sudeste Asiático, especificamente os das Filipinas, Península Malaia e Arquipélago de Sunda, consistem sobretudo na ancestralidade fujiana, que está associada à disseminação do cultivo de arroz. Os asiáticos orientais contemporâneos, sobretudo falantes de línguas sino-tibetanas, consistem sobretudo da ancestralidade do Rio Amarelo, associada ao cultivo de painço e arroz. Os tibetanos consistem tanto na ascendência tibetana antiga quanto na ascendência do rio Amarelo. Descobriu-se que os japoneses modernos têm uma origem tripartida: consistindo em ascendência Jōmon, Amur e do Rio Amarelo. Os povos indígenas da América se formaram a partir dos Antigos Eurasiáticos do Norte (um povo relacionado aos europeus e médio-orientais) e de um antigo ramo do Leste Asiático, dando origem aos "berinigianos ancestrais", ancestrais diretos dos paleossiberianos e ameríndios. Caçadores-coletores negritos isolados na Península da Indochina, como os semang da Malásia, são descendentes em grande parte dos hoabinhianos.

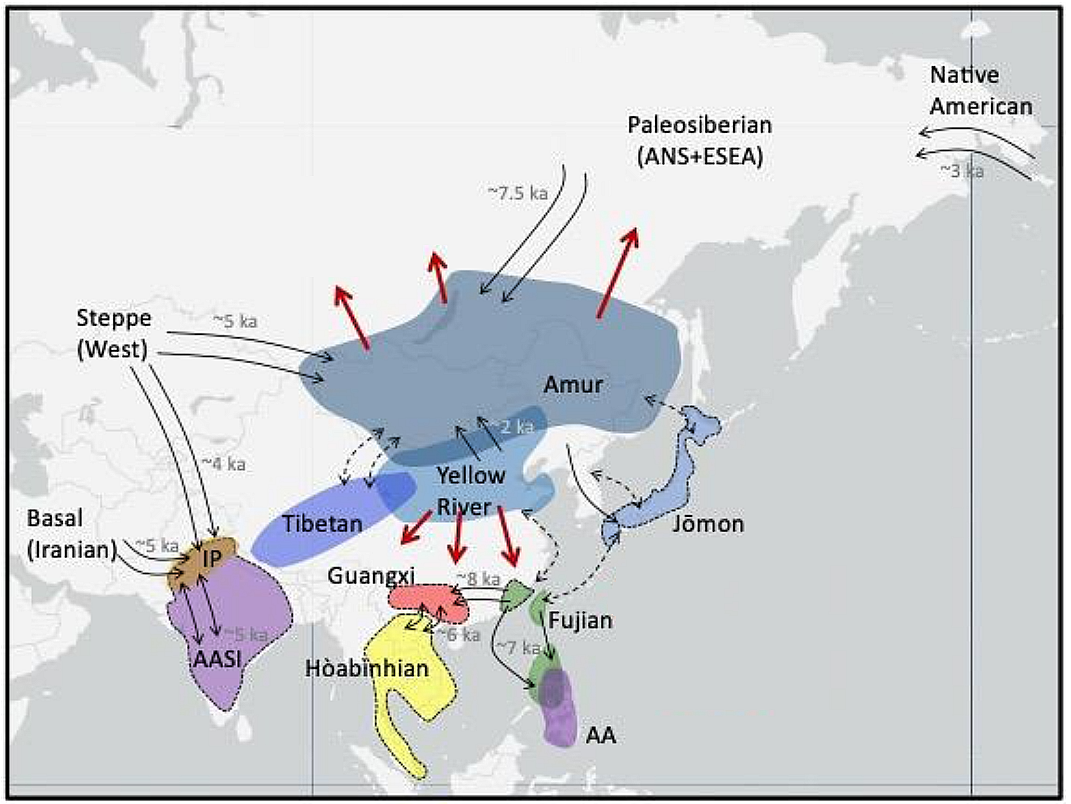
Esquema representando as principais ancestralidades e subancestralidades na Ásia.

Estudos genéticos revelaram que os povos do Leste e Sudeste Asiático também são relativamente próximo dos caçadores-coletores autóctones da Ásia Meridional, muitas vezes chamados de "Antigos indianos ancestrais do sul" (AASI em inglês), e também mostram maior afinidade com as populações da Australásia, como melanésios. Dados filogenéticos sugerem que uma metapopulação inicial inicial da Eurásia Oriental ou "não-africana oriental" (ENA em inglês) trifurcou e deu origem aos Australasianos, os caçadores-coletores do Sul da Ásia e os povos do Leste e Sudeste Asiático, embora os papuas também possam ter recebido algum fluxo genético de povos relacionados à Ásia Oriental, cerca de 2%, próximo a mistura arcaica adicional na região de Sahul.

## Povo Xiongnu
Os Xiongnu, possivelmente um povo turco, mongólico, ienisseiano ou multiétnico, eram uma confederação de povos nômades que, de acordo com fontes chinesas, habitaram a parte leste da Estepe Eurasiática entre o século III a.C. e o final do século I d.C. As Vinte e quatro histórias relatam que Modu Chanyu, o líder supremo após 209 a.C., fundou o Império Xiongnu.
De acordo com dados compilados de vários estudos genéticos, descobriu-se que as amostras de Xiongnu têm aproximadamente 58% de ascendência do Leste Asiático, representada por uma população da idade do bronze de Khövsgöl (Mongólia), sendo o restante relacionado aos europeus e povos do Oriente Médio, representados por populações do Complexo Arqueológico Báctria-Margiana da Ásia Central e pela cultura Sintashta da Estepe Eurasiática ocidental.

### Linhagens paternas
Nos últimos tempos, os arqueólogos chineses publicaram várias análises sobre os resultados das escavações em Xinjiang, resultando na composição genética da classe governante suprema de Xiongnu. Particularmente interessantes são os túmulos no cemitério de Heigouliang, a leste da bacia de Barkol, perto da cidade de Hami.
Ao digitar os resultados das amostras de DNA durante a escavação de uma das tumbas, foi determinado os seguintes haplogrupos de cromossomo Y dos 12 homens: 6 Q1a* (não Q1a1-M120, não Q1a1b-M25, não Q1a2-M3), 4 Q1b-M378, 2 Q* (não Q1a, não Q1b: incapaz de determinar subclasses).

### Linhagens maternas
Em um estudo de restos Xiongnu permanece pertencente à necrópole de Egiin Gol no norte da Mongólia, a grande maioria (89%) das sequências mitocondriais pertencem a haplogrupos do Leste Asiático e quase 11% pertencem a haplogrupos europeus.
Cinco amostras femininas de Xiongnu pertenciam aos haplogrupos mitocondriais D4b2b4, N9a2a, G3a3, D4a6 e D4b2b2b.

## Povo Xianbei
As origens do Xianbei não são claras. Os antropólogos chineses Zhu Hong e Zhang Quanchao estudaram crânios de Xianbei de vários locais na Mongólia Interior e perceberam que a morfologia desses crânios indicam que o tipo racial está intimamente relacionado aos modernos mongoloides da Ásia Oriental, e algumas características físicas desses crânios estão mais próximas aos modernos mongóis, manchus, coreanos e chineses han do norte.

### Linhagens paternas
Um estudo genético de 2018 observou que o haplogrupo C2b1a1b do cromossomo Y foi detectado entre os Xianbei e os rouranos e provavelmente era uma linhagem importante entre o povo donghu.

### Linhagens maternas
Estudos genéticos publicados em 2006 e 2015 revelaram que os haplogrupos de DNA mitocondrial dos restos mortais de Xianbei eram de origem asiática oriental. De acordo com Zhou (2006), as frequências de haplogrupos maternos dos Tuoba Xianbei foram: 43,75% haplogrupo D, 31,25% haplogrupo C, 12,5% haplogrupo B, 6,25% haplogrupo A e 6,25% outros. Zhou (2014) analisou o DNA mitocondrial de 17 Tuoba Xianbei e concluiu que esses espécimes eram, da mesma forma, completamente do Leste Asiático em suas origens matrilineares, pertencentes aos haplogrupos D, C, B, A, O e G.
A pesquisa também encontrou uma relação entre os indivíduos de Xianbei com os modernos oroqens, evenkis e mongóis.

## Japoneses

### Formação genético-demográfica dos japoneses
Povo Jōmon é o nome genérico dado às pessoas que viveram no Japão durante o período Jōmon. Hoje, a maioria dos historiadores acredita que os Jomon não eram um povo homogêneo, mas pelo menos dois ou três grupos distintos.
Análises do genoma completo em 2020 revelam mais algumas informações sobre a origem dos povos Jōmon. Descobriu-se que eles se formaram em grande parte a partir de uma população siberiana paleolítica e uma população relacionada ao leste asiático.
Esses povos autóctones tiveram seu próprio estilo de vida e cultura no Japão por milênios. As análises descobriram que o povo Jomon manteve um pequeno tamanho efetivo da população ao longo de vários milênios, tendo essa população se separado dos modernos asiáticos orientais há entre 17 e 22 mil anos, mas, após a divergência dos ancestrais dos ameríndios, por volta de 25 mil anos antes de Cristo, tornaram-se amplamente isolados do restante do mundo, recebendo fluxo genético apenas dos Antigos Eurasiáticos do Norte.
O povo Yayoi, agricultor, migrou para o arquipélago japonês a partir da Ásia Oriental Continental entre dois mil e três mil anos atrás, substituindo e se mesclando com os Jomon. Estima-se que os japoneses modernos possuem, em média, cerca de 90% de seu genoma oriundo dos Yayoi e 10% dos Jomon.
Um estudo publicado na revista Science Advances, conduzido por uma equipe de pesquisadores japoneses e irlandeses no Trinity College, descobriu que o povo japonês carregava assinaturas genéticas de três populações antigas, em vez de apenas duas, como se pensava anteriormente, com ascendência decorrente de uma terceira migração vinda da Ásia Oriental que ocorreu durante o período Kofun. O estudo descobriu que, em média, a genética dos japoneses é 90% da Ásia Oriental Continental (70% povo Kofun, 20% povo Yayoi) e 10% Jomon.
Além disso, o jornal japonês The Nikkei publicou um artigo, que mostrava que a genética Kofun no Japão moderno estava concentrada em regiões específicas como Kinki, Hokuriku e Shikoku.

### Japoneses modernos

#### Linhagens paternas
Segundo diversos estudos genéticos, os haplogrupo de cromossomo Y mais comuns entre os japoneses são: D-M55 ou D1b (c. 40%), O-SRY465 ou O2b (c. 29%) e O-M122 ou O3 (c. 20%).

#### Linhagens maternas
De acordo com uma análise da amostra de japoneses do Projeto 1000 Genomas coletados na área metropolitana de Tóquio, os haplogrupos de DNA mitocondrial encontrados entre os japoneses modernos incluem D (35,6%, incluindo 33,1% D4 e 2,5% D5), B (13,6%, incluindo 9,3% B4 e 4,2% B5), M7 (10,2%), G (10,2%), N9 (8,5%), F (7,6%), A (6,8%), Z (3,4%), M9 (2,5%) e M8 (1,7%).

### Ainus
Pesquisas recentes sugerem que a cultura Ainu se originou da fusão da cultura Okhotsk com a cultura Satsumon, ambas as quais acredita-se serem derivadas das diversas culturas do período Jōmon da história japonesa. De acordo com Lee e Hasegawa da Universidade de Waseda, os ancestrais diretos dos ainus se formaram durante o final do período Jōmon, a partir da combinação da população local, mas diversificada de Hokkaido, muito antes da chegada dos ancestrais dos japoneses contemporâneos. Lee e Hasegawa sugerem que a língua ainu se expandiu do norte de Hokkaido e pode ter se originado de uma população relativamente mais recente do Nordeste da Ásia, que se estabeleceu no norte de Hokkaido e teve um impacto significativo na formação da cultura Jōmon de Hokkaido.
Em 2021, foi confirmado que o povo Jōmon de Hokkaido se formou por volta de 15.000 a.C., a partir das tribos Jōmon da ilha de Honshu e de um povo do final do Paleolítico Superior indígena de Hokkaido e do Norte da Eurásia. Os ainus, por sua vez, formaram-se a partir dos Jōmon de  Hokkaido e do povo da cultura Okhotsk.

## Coreanos
Grande parte da ancestralidade dos coreanos é oriunda de populações autóctones da Península Coreana e da Manchúria, mas esse grupo étnico também possui alguma genética dos agricultores neolíticos oriundos do vale do Rio Yangtzé. Dentre os povos da Ásia Oriental, o mais próximo aos coreanos são os mongóis.
Os coreanos são geralmente considerados um grupo do Nordeste Asiático, sendo, em geral, mais similares aos asiáticos do nordeste do que aos do Sudeste Asiático. Esta conclusão seria esperada a partir da correlação geral entre variação genética e geografia observada para populações humanas e é apoiada por um exame de haplogrupos individuais de DNA mitocondrial, distâncias genéticas entre populações derivadas de DNA mitocondrial ou dados do cromossomo Y e a distribuição da diversidade genética entre diferentes grupos de populações.
Estudos de polimorfismos no cromossomo Y humano produziram até o momento evidências que sugerem que os coreanos têm uma longa história como um grupo étnico distinto, principalmente endogâmico, com ondas sucessivas de pessoas migrando para a península e três principais haplogrupos do cromossomo Y. A população de referência para coreanos usada no Geno 2.0 Next Generation é 94% da Ásia Oriental e 5% do Sudeste Asiático e Oceania.
Linguisticamente, a língua coreana mostra semelhanças com o ainu, nivkh e a maioria da línguas "altaicas", enquanto as similaridades com o japonês são explicadas por meio de uma convergência mais recente a partir do período Yayoi da história japonesa. Esses grupos se correlacionam intimamente com os coreanos e japoneses modernos, que formam um grupo em comparações regionais, juntamente com vários povos tungúsicos, como os ulchis, nanais e oroqen. Usando o japonês moderno como um indicador, que mostra um sinal claro em relação às populações modernas de Taiwan, sul da China e Vietnã, o componente sulista dos coreanos pode ser estabelecido. É possível observar um alto nível de continuidade genética na região ao longo dos últimos 7,7 mil anos, pelo menos. As populações modernas ainda dependem de uma série de práticas da caça, coleta e pesca e as condições climáticas frias provavelmente fornecem uma explicação para a aparente continuidade e falta de grande renovação genética por populações agrícolas forasteiras, como foi documentado no caso do Bálcãs e Europa Central.
Uma possibilidade é a de que os caçadores-coletores locais paulatinamente adicionaram práticas de produção de alimentos ao seu modo de vida original. Os asiáticos orientais, incluindo os grupos do norte e os do sul, estão mais próximos uns dos outros do que outros grupos populacionais e podem ter suas origens traçadas a um grupo ancestral comum que viveu há dezenas de milhares de anos.
Há evidências de uma diversidade genética considerável na Coreia, incluindo níveis elevados de ascendência Jomon entre os habitantes antigos do extremo sul da Península Coreana. Foi levantada a hipótese de que a ascendência Jōmon dos antigos coreanos foi perdida ao longo do tempo, à medida que eles se misturavam continuamente com as populações que chegavam do norte da China, seguido por um período de isolamento durante o período dos Três Reinos, resultando no pool genético homogêneo dos coreanos modernos.

### Linhagens paternas
Jin Han-jun et al. (2003) afirmaram que a distribuição de haplogrupos do cromossomo Y mostra que os coreanos têm uma origem complexa que é resultado de contribuições genéticas de expansões de alcance, a maioria das quais são de uma região sul-norte do continente, e contribuições genéticas do assentamento do norte asiático.
O haplogrupo de cromossomo Y mais comum entre os coreanos atuais é o Haplogrupo O-M122 (O2, anteriormente O3), que é muito antigo (tendo se formado entre 25 e 35 mil anos atrás, segundo Karmin et al. 2022) e um haplogrupo de cromossomo Y frequentemente observado entre os asiáticos do leste e sudeste em geral. O haplogrupo O2-M122 foi encontrado em mais de 40% dos homens coreanos amostrados.
O segundo haplogrupo Y-DNA mais comum entre os coreanos atuais é o Haplogrupo O-M176 (O1b2, anteriormente O2b), um clado que provavelmente se espalhou principalmente de algum lugar da Península Coreana ou de suas proximidades. Haplogrupo O1b2-M176 foi encontrado em aproximadamente 31% dos homens coreanos amostrados.
Homens coreanos também exibem uma frequência moderada (aproximadamente 11%) do haplogrupo C-M217.
Ele Miao et al. (2009) criou uma combinação artificial de partes iguais dos cromossomos Y das amostras HapMap de chineses Han em Pequim e japoneses em Tóquio. O estudo disse que esta combinação artificial se assemelhava a cinco populações que incluíam coreanos na Coreia do Sul e coreanos na China.

### Linhagens maternas
Estudos de DNA mitocondrial coreano mostraram que há uma alta frequência do Haplogrupo D4, variando de aproximadamente 23% entre coreanos étnicos em Arun Banner (Mongólia Interior) a aproximadamente 32% entre coreanos da Coreia do Sul. Haplogrupo D4 é o haplogrupo modal do DNA mitocondrial entre os asiáticos orientais do norte (japoneses, ryukyuanos, coreanos, manchus, Tuoba Xianbei, oroqens, evenks da Manchúria, daurs, mongóis, chineses Han do norte, tibetanos) em geral, com uma frequência máxima entre japoneses e ryukyuanos. O haplogrupo B, que ocorre com muita frequência em muitas populações do Sudeste Asiático, Polinésia e Américas, é encontrado em aproximadamente 10% (5/48 coreanos étnicos de Arun Banner) a 20% (21/103 coreanos da Coreia do Sul) dos coreanos. O haplogrupo A foi detectado em aproximadamente 7% (7/103 coreanos da Coreia do Sul) a 15% (7/48 coreanos étnicos de Arun Banner) dos coreanos. O haplogrupo A é o haplogrupo de DNA mitocondrial mais comum entre os grupos étnicos chukchi, esquimós, na-Dene e muitos grupos étnicos ameríndios da América do Norte e Central.

## Mongóis
Os mongóis são um grupo étnico encontrado na Mongólia, Mongólia Interior e partes da Sibéria. Acredita-se que sejam descendentes dos xianbei e dos proto-mongóis. O termo anterior inclui os mongóis propriamente ditos (também conhecidos como mongóis calcas), oirates, os calmuques (encontrados na Calmúquia) e os mongóis do sul (abagas, abaganares, aohans, baarins, gorlos, jalaides, jaruuds, khishigten, khuuchids, muumyangans e onniguds). Os daurs são descendente do povo paramongólico quitai. Os mongóis também estão relacionados aos manchus.
Quase todo o pool genético dos mongóis modernos é derivado de caçadores-coletores do Neolítico da região da Manchúria e da Mongólia e agricultores de painço da Ásia Oriental, com uma pequena influência genética de proto-indo-europeus e povos iranianos da Ásia Central.

### Linhagens paternas
A maioria dos mongóis pertence ao haplogrupo de cromossomo Y C-M217, sendo caracterizado nesse povo por uma diversidade que remonta à própria origem do haplogrupo (31 a 37 mil anos atrás) e diversidade muito rasa em cada um dos subclados frequentemente observados: C-M504, C-M86, C-M407 e C-F1756. Desses quatro subclados, C-M407 é filogeneticamente extremamente divergente dos outros e está mais intimamente relacionado aos subclados de C-M217 que são encontrados entre os atuais chineses, coreanos, japoneses e outros asiáticos do leste e sudeste; no entanto, entre os mongóis, C-M407 é encontrado com mais frequência no norte (entre os bargas e buriates, bem como nos vizinhos hamniganos e soyots) e no oeste (entre Oirat Dorbet).
Os haplogrupos O-M175 e N-M231 são encontrados em taxas médias entre os mongóis atuais. Os subclados do Haplogrupo O-M175 que foram observados entre os mongóis tendem a ser semelhantes aos encontrados entre os chineses Han, enquanto os subclados do Haplogrupo N-M231 observados entre os mongóis tendem a ser semelhantes aos encontrados entre os nenets, nganasans, cacas e tuvanos (N-B478) por um lado ou aqueles encontrados entre chukchis, coriacos e esquimós siberianos por outro (N-B197).

### Linhagens maternas
Os haplogrupos mitocondriais são diversos, mas semelhantes a outras populações do norte da Ásia, incluindo D, C, B e A, que são compartilhados entre populações ameríndias e asiáticas.

## Chineses Han
Os chineses Han do norte descendem predominantemente de populações autóctones do nordeste e centro-norte da China, recebendo pouca influência genética do Sul da China. Já os chineses Han do sul são fruto da forte miscigenação ocorrida após o Neolítico entre as populações do nordeste e centro-norte da China e do Sul da China.
A contribuição estimada dos chineses Han do norte para os Han do sul é substancial nas linhagens paterna e materna e existe uma variação clinal para o DNA mitocondrial. Consequentemente, os Han do norte são os principais contribuintes para o pool genético dos Han do sul. No entanto, é importante lembrar que o processo de expansão foi dominado por homens, como é possível perceber no fato de a contribuição genética dos Han do norte para os Han do sul ser maior no cromossomo Y do que no DNA mitocondrial. Esses dados genéticos estão conformes com os registros históricos de grandes e contínuas ondas migratórias de habitantes do norte da China, escapando de guerras e fome, para o sul da China. Além dessas grandes ondas migratórias, outras migrações menores para o sul ocorreram durante quase todos os períodos dos últimos dois mil anos.
Um estudo da Academia Chinesa de Ciências sobre os dados de frequência genética das subpopulações Han e minorias étnicas na China mostrou que as subpopulações Han em diferentes regiões também são geneticamente muito próximas das minorias étnicas locais, o que indica que, em muitos casos, a genética das minorias étnicas se misturou com a dos Han, enquanto, ao mesmo tempo, a genética Han também se misturou com a das minorias étnicas locais.

#### DNA autossômico
Um estudo de 2018 calculou o FST (uma medida da diferença genética) em pares com base em SNPs de todo o genoma, entre os chineses Han (Han do norte de Pequim e do sul das províncias de Hunan, Jiangsu e Fujian), japoneses e coreanos amostrados. Descobriu-se que o menor valor de FST estava entre os Han do Norte (Pequim) (CHB) e Han do Sul (Hunan, Fujian, etc.) (CHS) (FST[CHB-CHS] = 0,0014), enquanto CHB e coreano (KOR) (FST[CHB-KOR] = 0,0026) e entre KOR e japonês (JPT) (FST[JPT-KOR ] = 0,0033). Geralmente, o FST pareado entre os chineses Han, japoneses e coreanos (0,0026~ 0,0090) é maior do que entre os chineses Han (0,0014). Esses resultados sugerem que os chineses Han, japoneses e coreanos são diferentes em termos de composição genética, e as diferenças entre os três grupos são muito maiores do que entre os Han do norte e do sul.
Outro estudo mostra que os chineses Han do norte e do sul são geneticamente mais próximos um do outro e descobre também que as características genéticas dos atuais chineses Han do norte já estavam formadas antes de 1000 a.C. na Planície Central Chinesa.
Um estudo genético recente sobre os restos mortais humanos (há cerca de 4000 anos) do sítio Mogou na região Gansu-Qinghai (ou Ganqing) da China revelou mais informações sobre as contribuições genéticas desse antigo povo Di-Qiang para os ancestrais dos Han do Norte. Foi deduzido que, entre 3,3 e 3,8 mil anos atrás, algumas pessoas Mogou fundiram-se na população Han ancestral, resultando na circunstância de o povo Mogou ser semelhante a alguns Han do norte e compartilhar até aproximadamente 33% de haplogrupo paterno (O3a) e cerca de 70% dos haplogrupos materno (D, A, F, M10). A taxa de mistura foi possivelmente de 13 a 18%.
Um estudo mais recente, e o mais amplo de associação do genoma da população Han até agora, mostra que a estratificação geográfica-genética de norte a sul ocorreu e as populações localizadas centralmente atuam como um canal para as periféricas. Em última análise, com exceção de alguns ramos etnolinguísticos dos chineses Han, como Pinghua de Guangxi, existe "estrutura genética coerente" (homogeneidade) em todos os chineses Han.

### Linhagens paternas
O haplogrupo de cromossomo Y O-M122 é o mais comum entre os chineses Han, sendo encontrado em 56% dos homens dessa etnia. Outros haplogrupos de Y-DNA que foram encontrados com frequência notável em amostras de chineses Han incluem O-P203 (9,1-13%), C-M217 (6,0%-12,0%), N-M231 (3,6%-10,3 %), O-M268(xM95, M176) (4,7%-7,2%) e Q-M242 (1,2%-4,2%).
Testes comparando os perfis genéticos de chineses Han do norte e do sul e outras etnias do sul da China determinaram que os haplogrupos O1b-M110, O2a1-M88 e O3d-M7, que são predominantes nas minorias do sul da China, foram observados apenas em alguns Han do sul (4% em média), mas não nos Han do norte. Portanto, isso prova que a contribuição masculina das minorias étnicas do sul da China nos Han do Sul é limitada, assumindo que a distribuição de frequência dos haplogrupos de cromossomo Y nas minorias do sul da China representa aquela antes da expansão da cultura Han, que começou há dois mil anos.

### Linhagens maternas
O DNA mitocondrial dos chineses Han aumenta em diversidade quando se olha do norte para o sul da China, assim sugerindo que migrantes do sexo masculino do norte da China se casaram com mulheres de povos locais depois de chegarem aos atuais Guangdong, Xangai, Jiangsu, Fujian e outras regiões do sul da China.
Os haplogrupos de DNA mitocondrial dos chineses Han podem ser classificados nos haplogrupos dominantes do norte da Ásia Oriental, incluindo A, C, D, G, M8, M9 e Z, e os haplogrupos dominantes do sul da Ásia Oriental, incluindo B, F, M7, N* e R.

## Tibetanos
Os tibetanos modernos são geneticamente mais semelhantes a outras populações modernas do Leste Asiático. Eles também mostram mais afinidade genética com as populações modernas da Ásia Central do que com as populações siberianas modernas.
Um estudo de 2016 descobriu que o pool genético tibetano divergiu do dos chineses Han há cerca de 15 mil anos, o que pode ser amplamente atribuído às chegadas após o Último Máximo Glacial. A análise de cerca de 200 populações contemporâneas mostrou que os tibetanos compartilham ancestrais com populações do Leste da Ásia (c. 82%), Ásia Central e Sibéria (c. 11%), Sul da Ásia (c. 6%) e oeste da Eurásia e Oceania (c. 1%). Esses resultados sustentam que os tibetanos surgiram de uma mistura de múltiplos pools genéticos ancestrais, mas que suas origens são muito mais complicadas e antigas do que se pensava anteriormente.

### Relação com outras populações
Existem possibilidades de habitação humana muito antiga no Tibete, e esses primeiros residentes podem ter contribuído para o pool genético tibetano moderno.
A data de divergência entre tibetanos e xerpas foi estimada em um período entre onze e sete mil anos atrás.

### Relação com hominídeos arcaicos
Após as populações oceânicas modernas, os tibetanos modernos apresentam a maior taxa de compartilhamento de alelos com espécies arcaicas do gênero Homo (mais de 6%), mostrando afinidades genéticas com três espécies: denisovanos, neandertais e uma população arcaica não identificada.
Em comparação com as populações Han modernas, os tibetanos modernos mostram maior afinidade genética com os denisovanos; no entanto, tanto os Han quanto os tibetanos possuem proporções semelhantes de afinidade genética com as populações neandertais em geral.

### Linhagem paterna
A distribuição do Haplogrupo D-M174 do cromossomo Y é encontrada entre quase todas as populações da Ásia Central e Nordeste da Ásia ao sul da fronteira com a Rússia, embora geralmente com uma frequência baixa, nunca maior que 2%. Um pico dramático na frequência de D-M174 acontece conforme se aproxima do Planalto do Tibete. D-M174 também é encontrado em altas frequências entre os japoneses, mas diminui em baixas frequências na Península Coreana e na China. A alegação de que navajos e tibetanos estão relacionados, embora discutida entre linguistas desde Edward Sapir, não encontrou suporte em estudos genéticos. Houve algum esclarecimento sobre suas origens, no entanto, por um estudo genético, no qual foi indicado que os cromossomos Y tibetanos tinham origens múltiplas, uma da Ásia Central e outra da Ásia Oriental.

## Povos túrquicos

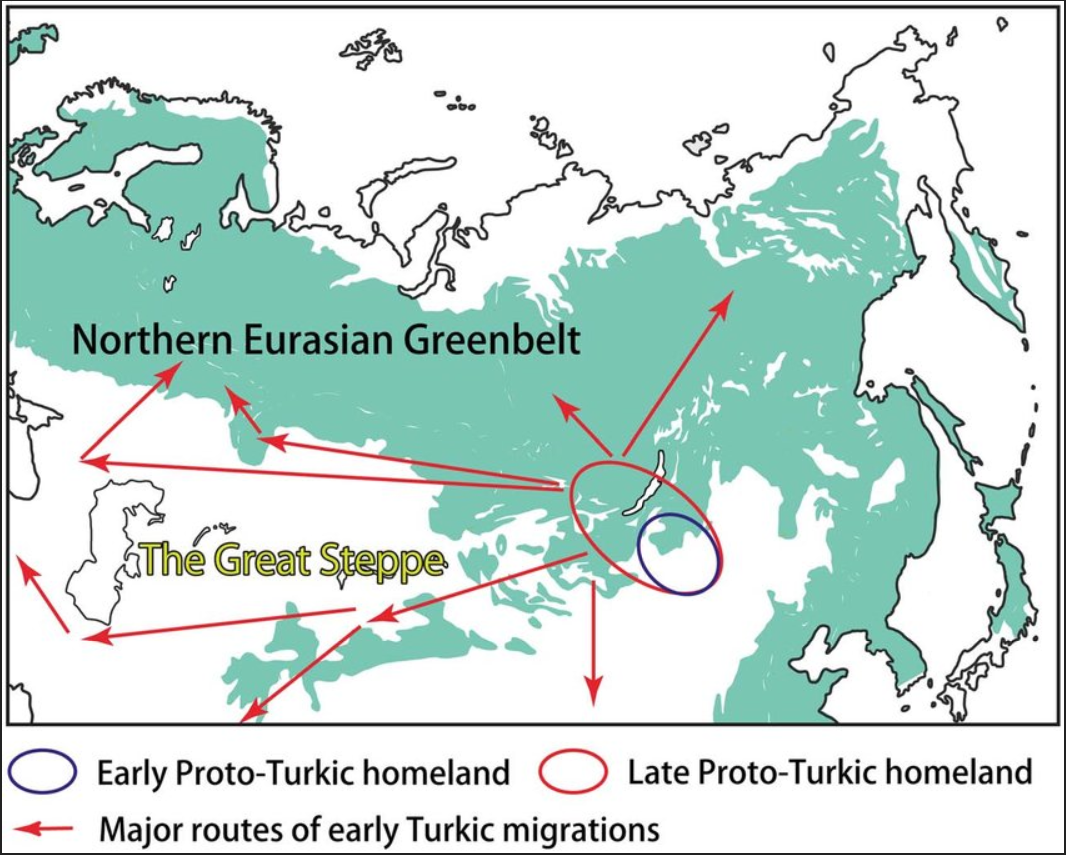
Evidências genéticas, arqueológicas e linguísticas ligam os primeiros povos túrquicos com os agricultores de painço do Nordeste da Ásia, que mais tarde adotaram um estilo de vida nômade e se expandiram para a Mongólia e o oeste.

Os povos túrquicos são uma coleção de grupos etnolinguísticos da Ásia Central, Leste Asiático, Sibéria e Oriente Próximo, bem como partes da Europa e Norte da África. Eles falam línguas relacionadas pertencentes à família túrquica.
As propostas para a região de origem dos povos túrquicos e sua língua são muito diversas, indo desde a Ásia Central até a região da Manchúria.
De acordo com Yunusbayev, evidências genéticas apontam para uma origem dos povos túrquicos na região dos Montes Altai e adjacências.
Estudos genéticos e arqueológicos mais recentes sugerem que os povos túrquicos descendem de uma comunidade agrícola da Manchúria, que deve ser associada à cultura Xinglongwa e à cultura Hongshan que a sucedeu. Por volta de 2.200 a.C., devido à desertificação da Manchúria, os ancestrais dos povos túrquicos provavelmente foram forçados a migrar para o Planalto Mongol, onde adotaram um estilo de vida pastoril.
Evidências linguísticas e genéticas sugerem fortemente uma presença precoce de povos túrquicos no leste da Mongólia. Estudos genéticos mostraram que os primeiros povos túrquicos eram de ancestralidade predominantemente do Leste Asiático. Na Alta Idade Média, os turcomanos migraram para a Ásia Central, onde se mesclaram à população local.
No século XI, os turcos seljúcidas migraram para a Anatólia e partes do Cáucaso e começaram um processo de assimilação cultural dos nativos desses locais, levando para eles a língua e cultura túrquica. A contribuição centro-asiática para a genética dos turcos e azeris foi pouca; os turcos, por exemplo, possuem em torno de 10% de sua genética oriunda da Ásia Central.

### Linhagens paternas
Os haplogrupos de cromossomo Y comuns em povos túrquicos são: o haplogrupo N-M231 (encontrado com frequência especialmente alta entre etnias turcomanas que vivem na Rússia), Haplogrupo C-M217 (especialmente na Ásia Central e, em particular, no Cazaquistão), haplogrupo Q-M242 (especialmente na região dos Montes Altai e entre turcomenos e a tribo Qangly dos cazaques) e haplogrupo O-M175 (especialmente entre os povos turcomanos que vivem na atual China, como os uigures, e a tribo Naiman dos cazaques).
Alguns grupos também têm o haplogrupo R1b (notavelmente frequente entre os teleutes e cumandins do sul da Sibéria, os basquires e a tribo quipechaque dos cazaques), haplogrupo R1a (notavelmente frequente entre os quirguizes, altaianos e vários outros povos túrquicos que vivem na atual Rússia), haplogrupo J-M172 (especialmente frequente entre uigures, azeris e turcos) e haplogrupo D-M174 (especialmente entre os uigures amarelos, mas também observado regularmente, com baixa frequência, entre os altaianos, nogais, cazaques e uzbeques).

## Relação com outras populações da Ásia-Pacífico e ameríndios

### Asiáticos centrais
Os primeiros humanos chegaram à Ásia Central a partir do Oriente Médio há mais de 40 mil anos e ali originaram a população conhecida como Antigos Eurasiáticos do Norte, geneticamente relacionados às populações da Europa e Oriente Médio. Durante a Idade do Bronze, os proto-indo-europeus (Yamnayas), pastores da Estepe Pôntica, ocuparam a Ásia Central e se mesclaram às populações que ali viviam. A genética Yamnaya passou a compor a maioria do pool genético centro-asiático.
Conforme já citado, durante a Alta Idade Média, ou seja, na segunda metade do primeiro milênio depois de Cristo, os povos túrquicos migraram para a Ásia Central, aonde se mesclaram às populações locais falantes de línguas indo-europeias. As etnias túrquicas dessa parte do continente asiático, como os quirguizes, cazaques e uzbeques, possuem a maioria do seu pool genético oriundo da Ásia Oriental, sendo a exceção entre eles os turcomenos, os quais são considerados geneticamente intermediários entre os outros povos túrquicos centro-asiáticos e os povos iranianos. Já os tajiques, um povo falante de uma língua da família iraniana, foram menos afetados pela chegada dos povos túrquicos à Ásia Central, de modo que mantiveram a maioria de sua genética anterior a essas ondas migratórias.

### Siberianos e ameríndios
Dados genéticos sugerem que a Sibéria foi povoada há aproximadamente 36 mil anos pelos Antigos Eurasiáticos do Norte.
Entre 30 e 25 mil anos atrás, no leste da Sibéria, a partir da mescla entre os Antigos Eurasiáticos do Norte e um grupo populacional oriundo da Ásia Oriental, formou-se um grupo populacional que é ancestral direto dos paleossiberianos e dos ameríndios, sendo o pool genético desse grupo ancestral de 60 a 70% oriundo dos asiáticos orientais e de 30 a 40% oriundo dos Antigos Eurasiáticos do Norte. Milênios mais tarde, os ancestrais dos indígenas da América migraram para a Beríngia, ali se isolaram e, posteriormente, povoaram as Américas. Entre 11 e 4 mil anos atrás, outros povos da Ásia Oriental migraram para a Sibéria, substituíram grande parte dos paleossiberianos e deram origem aos neossiberianos.

### Sudeste Asiático
Segundo diversos estudos genéticos, as populações modernas do Sudeste Asiático estão intimamente relacionadas às do Leste Asiático.
Os primeiros habitantes do Sudeste Asiático são os povos genericamente conhecidos como negritos, que não são um grupo geneticamente homogêneo: os negritos das Filipinas estão geneticamente localizados entre os asiáticos orientais e os australo-papuas; já os da Indochina, conhecidos no período pré-neolítico como hoabinhianos, são relacionados à população basal dos asiáticos orientais. Atualmente, ainda habitam grupos negritos em algumas poucas regiões das Filipinas e da Península Malaia, os quais possuem parte de sua ancestralidade oriunda dos agricultores neolíticos da Ásia Oriental.
Povos com origens na Ásia Oriental já habitavam o Sudeste Asiático junto com os negritos há, pelo menos, 10 mil anos. Fósseis de antigos caçadores-coletores do Sudeste Asiático Marítimo, como o de uma jovem mulher que viveu há 7,2 mil anos na província indonésia de Sulawesi do Sul, tinham ascendência mista das linhagens sul-eurasiática (representada pelos papuas e aborígenes australianos) e leste-eurasiática (representada pelos asiáticos orientais e andamaneses onge). Os autores concluíram que a ancestralidade relacionada ao Leste Asiático se expandiu da Indochina para o Sudeste Asiático Marítimo muito antes do que fora sugerido anteriormente, já em 25.000 a.C.
Entre cinco mil e quatro mil anos atrás, os povos agricultores austro-asiáticos e austronésios, oriundos do Sul da China, migraram para o Sudeste Asiático e substituíram as populações que anteriormente habitavam a região. Alguns grupos étnicos do Sudeste Asiático possuem alguma pouca ancestralidade das populações pré-neolíticas da região, enquanto outros, não.
Na segunda metade do primeiro milênio depois de Cristo, os povos tais, sino-tibetanos e hmong-mien migraram do Sul da China para a Indochina, assim completando a diversidade étnica do Sudeste Asiático.
Um estudo genético de 2022 confirmou a estreita ligação entre os povos da Ásia Oriental e do Sudeste Asiático, mas também encontrou uma proporção baixa, mas consistente, de ancestralidade associada ao Sul da Ásia (melhor amostrada pelos bengalis modernos de Dhaka, Bangladesh) entre grupos étnicos específicos da Península da Indochina (entre 2 e 16%), provavelmente como resultado da difusão cultural, principalmente de comerciantes do Sul da Ásia que espalhavam o Hinduísmo e o Budismo entre os reinos indianizados do Sudeste Asiático. Os autores, entretanto, alertam que as amostras bengalis têm ascendência substancial do Leste Asiático, o que pode afetar a estimativa de haplótipos compartilhados. No geral, estima-se que o evento de fluxo genético tenha ocorrido entre 500 e 1.000 anos atrás.

### Sul da Ásia
Os primeiros habitantes do Sul da Ásia, apelidados de “Antigos Indianos Ancestrais do Sul” (AASI em inglês), são distantemente relacionados aos andamaneses, asiáticos orientais e aborígenes australianos. Ao longo dos milênios, povos agricultores do Irã e pastores indo-europeus da Ásia Central participaram da formação do povo sul-asiático, além de povos da Ásia Oriental, que contribuíram com a formação genética em diferentes graus em certas partes do Sul da Ásia.

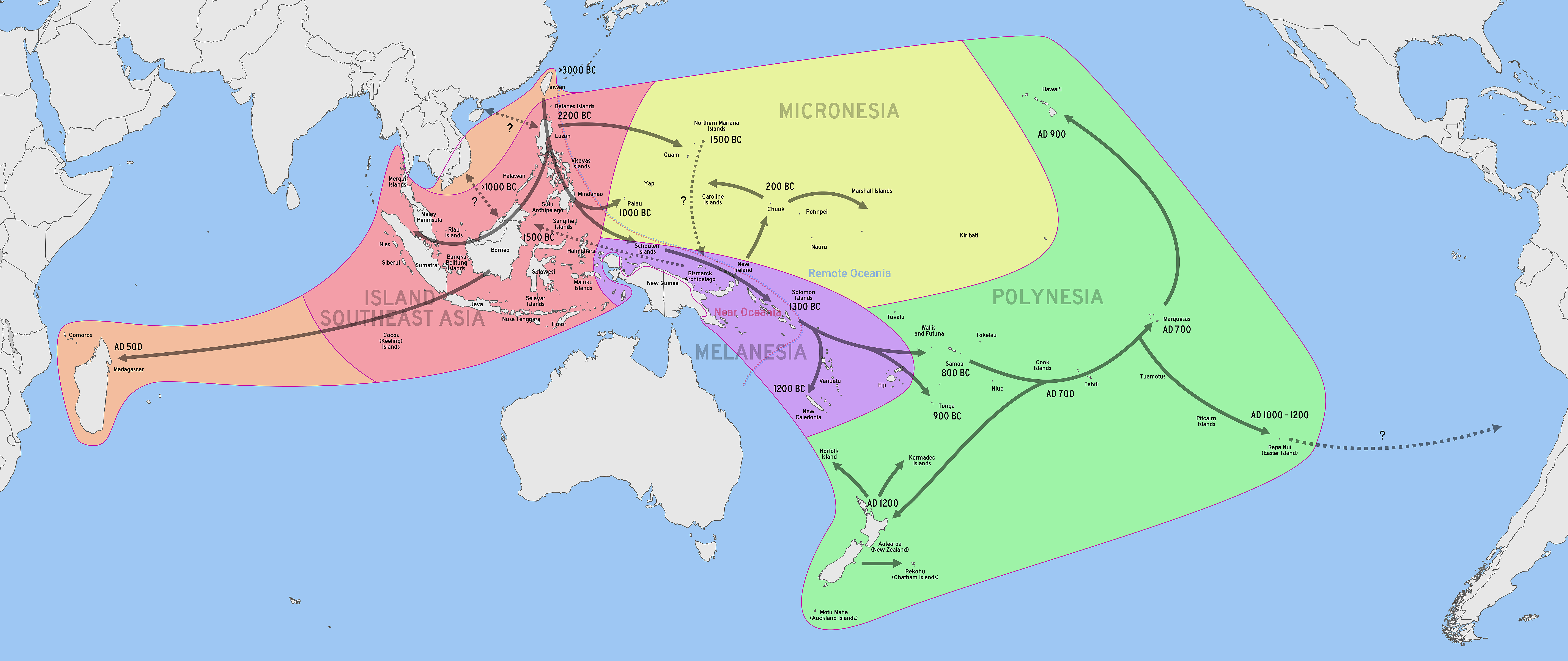
Mapa da dispersão dos povos austronésios.

### Oceania
Os aborígenes australianos e papua-melanésios são geneticamente próximos aos asiáticos orientais, dos quais se divergiram há cerca de 60 mil anos, mais ou menos na época em que chegaram à Nova Guiné e Austrália. Ambos os grupos oceânicos se divergiram entre si entre 25 e 40 mil anos atrás.
O pool genético dos povos melanésios falantes de línguas austronésias é, em grande parte, de origem papua-melanésia autóctone, com o restante oriundo da Ásia Oriental, mais especificamente das populações austronésias das Filipinas que alcançaram essa parte da Oceania entre 1.500 e 1.300 a.C.
Os polinésios possuem entre 75 e 80% de sua ancestralidade oriunda da Ásia Oriental, ou seja, de austronésios das Filipinas, sendo o restante da ancestralidade oriunda dos papuas e melanésios. Os povos do leste da Polinésia também possuem alguma ancestralidade oriunda dos povos ameríndios, dada a participação destes na colonização dessas ilhas polinésias específicas.
Os micronésios também foram formados pela mistura em diferentes graus entre austronésios das Filipinas e papuas-melanésios; a ancestralidade papua-melanésia está presente nas seguintes proporções nos micronésios: quase 0% nos chamorros, quase 30% nos ilhéus de Pohnpei e Chuuk e quase 40% nos palauanos. Além disso, os chamorros possuem quase 30% de sua ancestralidade oriunda dos ameríndios e europeus, o que pode estar relacionado com a colonização espanhola desde o século XVI.